# آرنه
آرنه به عنوان نام خانوادگی ممکن است به موارد زیر اشاره داشته باشد:
- الس آرنه (۱۹۱۷–۱۹۹۵)، آهنگساز استونیایی

به عنوان یک نام ممکن است به موارد زیر اشاره داشته باشد:
- آرنه پلکونن (۱۸۹۱–۱۹۴۹), ژیمناست فنلاندی، رقابت در بازی‌های المپیک تابستانی ۱۹۱۲
- آرنه پوجونن (۱۸۸۶–۱۹۳۸) ژیمناست فنلاندی در بازی‌های المپیک تابستانی ۱۹۰۸ رقابت کرد
- آرنه رینی (۱۹۰۶–۱۹۷۴), کشتی‌گیر فنلاندی و مدال المپیک در کشتی فرنگی
- آرنه سالووارا (۱۸۸۷–۱۹۴۵), فنلاندی ژیمناست و دو و میدانی ورزشکار